# Chris Burke (football)
Pour les articles homonymes, voir Chris Burke et Burke.
Christopher Robert Burke (plus communément appelé Chris Burke) est un footballeur écossais, né le 2 décembre 1983, à Glasgow en Écosse. Il joue principalement ailier droit, mais peut aussi évoluer en tant que milieu droit.

## Carrière en club

### Rangers

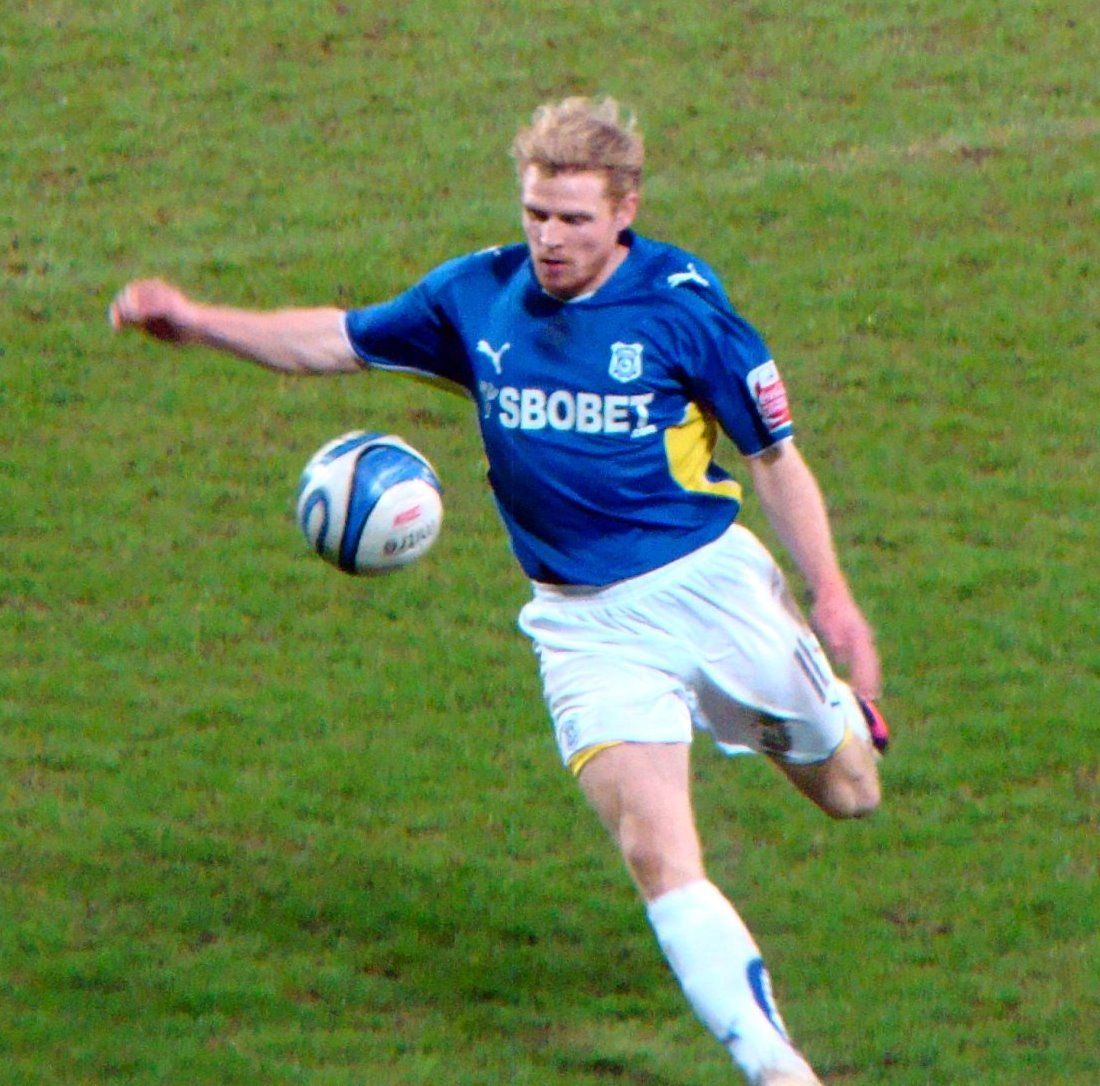
Burke portant le maillot de Cardiff City.

Chris Burke est un produit du centre de formation des Rangers même si ses toutes premières licences de jeune ont été faites pour le grand rival, le Celtic FC. 
Sa première apparition dans l'équipe première des Rangers date du 20 mars 2002, pour un match de championnat et une victoire 5-0 contre Kilmarnock. Burke est remplaçant au début du match, rentrant à la 79e minute à la place d'Andrei Kanchelskis. Il inscrit à cette occasion son premier but pour les Rangers, à peine quelques instants après son entrée sur la pelouse.
Chris Burke devient progressivement un membre régulier de l'équipe première des Rangers, jusqu'au match d'ouverture de la saison 2004-2005 contre Aberdeen (match nul 0-0) où il s'évanouit sur le terrain, peu après le début de la deuxième mi-temps. Il est alors remplacé par Shota Arveladze. Cet incident semble avoir été provoqué par un virus qui lui fera manquer l'intégralité de la saison.
Toutefois, sa forme revenue, il réintègre rapidement l'effectif puis l'équipe type des Rangers pour la saison 2005-2006. Mais il se blesse à l'épaule gauche lors du Old Firm contre les rivaux du Celtic FC, le 23 septembre 2006, à la suite d'un accrochage avec Aiden McGeady. Une opération est nécessaire pour soigner cette blessure, ce qui engendre pour Burke une absence de 12 semaines.
Le 25 janvier 2007, Burke signe une prolongation de contrat avec les Rangers qui le lie au club de Glasgow jusqu'en 2009.
À partir du milieu de la saison 2007-2008, Chris Burke se voit progressivement relégué sur le banc des remplaçants par les performances de Nacho Novo et de DaMarcus Beasley. Mais, chaque fois que les Rangers font appel à lui, ses performances sont jugées très bonnes ce qui provoque la mise en place d'un turn-over régulier entre ces trois joueurs. Le 9 janvier 2009, il signe à Cardiff City, où il retrouve Gavin Rae et Ross McCormack, ses anciens coéquipiers aux Rangers.

### Birmingham City

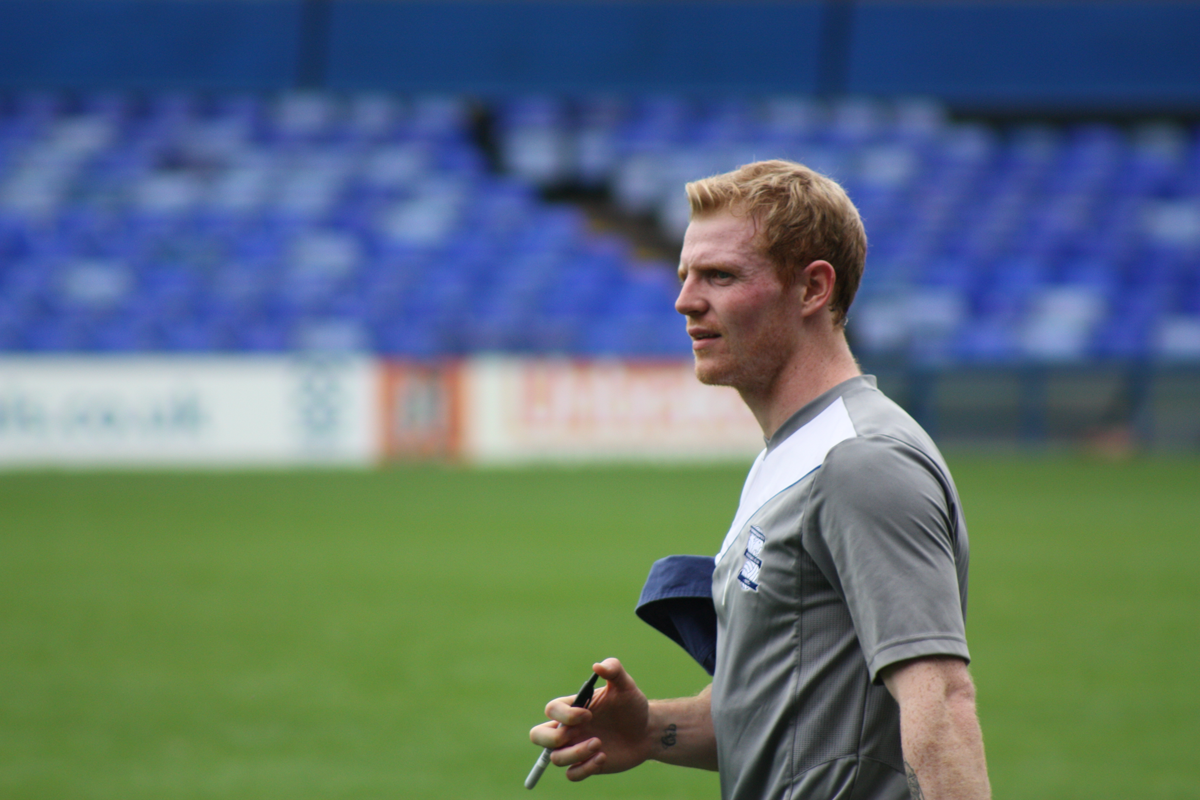
Chris Burke à l'entraînement avec Birmingham City.

En fin de contrat avec Cardiff City, Burke s'engage le 8 juin 2011 avec Birmingham City, tout juste relégué de Premier League.
Le 22 janvier 2016 il est prêté à Rotherham United.
Le 27 septembre 2016, Chris Burke rejoint le Ross County FC.

### Statistiques
| Saison      | Club              | Pays           | Championnat         | Coupes nationales | Coupes continentales  | Sélection Écosse  |
| ----------- | ----------------- | -------------- | ------------------- | ----------------- | --------------------- | ----------------- |
| 2001 - 2002 | Rangers           | Premier League | 2 matchs / 1 but    | -                 | -                     | -                 |
| 2002 - 2003 | Rangers           | Premier League | -                   | -                 | -                     | -                 |
| 2003 - 2004 | Rangers           | Premier League | 20 matchs / 3 buts  | 3 matchs / 1 but  | 3 matchs (C1)         | -                 |
| 2004 - 2005 | Rangers           | Premier League | 12 matchs           | 1 match           | 3 matchs (C3)         | -                 |
| 2005 - 2006 | Rangers           | Premier League | 27 matchs / 3 buts  | 2 matchs          | 6 matchs (C1)         | 2 matchs / 2 buts |
| 2006 - 2007 | Rangers           | Premier League | 22 matchs / 2 buts  | 2 matchs          | 5 matchs (C3)         | -                 |
| 2007 - 2008 | Rangers           | Premier League | 11 matchs / 2 buts  | 8 matchs / 2 buts | 2 matchs (C3)         | -                 |
| 2008 - 2009 | Rangers           | Premier League | 2 matchs            | -                 | -                     | -                 |
| 2008 - 2009 | Cardiff City      | Championship   | 14 matchs / 1 but   | 2 matchs          | -                     | -                 |
| 2009 - 2010 | Cardiff City      | Championship   | 47 matchs / 9 buts  | 5 matchs / 1 but  | -                     | -                 |
| 2010 - 2011 | Cardiff City      | Championship   | 45 matchs / 5 buts  | 4 matchs          | -                     | -                 |
| 2011 - 2012 | Birmingham City   | Championship   | 42 matchs / 12 buts | 7 matchs          | 8 matchs / 1 but (C3) | -                 |
| 2012 - 2013 | Birmingham City   | Championship   | 41 matchs / 8 buts  | 4 matchs          | -                     | 3 matchs          |
| 2013 - 2014 | Birmingham City   | Championship   | 44 matchs / 4 buts  | 5 matchs / 2 buts | -                     | 2 matchs          |
| 2014 - 2015 | Nottingham Forest | Championship   | 41 matchs / 6 buts  | 3 matchs          | -                     | -                 |
| 2015 - 2016 | Nottingham Forest | Championship   | 9 matchs            | 1 match           | -                     | -                 |
| 2015 - 2016 | Rotherham United  | Championship   | 5 matchs / 2 buts   | -                 | -                     | -                 |
| 2016 - 2017 | Ross County       | Premier League | 6 matchs / 1 but    | -                 | -                     | -                 |

Dernière mise à jour : 16/04/2017

## Carrière internationale
Chris Burke est sélectionnable pour l'équipe d'Écosse et a déjà connu deux capes. La première l'a été le 11 mai 2006, contre la Bulgarie, lors de la Coupe Kirin (victoire 5-1). Il inscrivit à cette occasion deux buts. Sa deuxième sélection, toujours dans le cadre la Coupe Kirin, l'a été contre le Japon, le 13 mai 2006 (0-0).
Il faudra attendre 6 ans pour voir Burke de retour en sélection, le 6 février 2013 (contre l'Estonie).

## Palmarès
- Champion d'Écosse 2004-05 (avec les Rangers)
- Coupe de la Ligue écossaise 2007-08 (avec les Rangers, contre Dundee United, 2-2 (3-2, t.a.b.))
- Scottish Championship (D2) en 2021-22 avec Kilmarnock